# Friedrich Laun

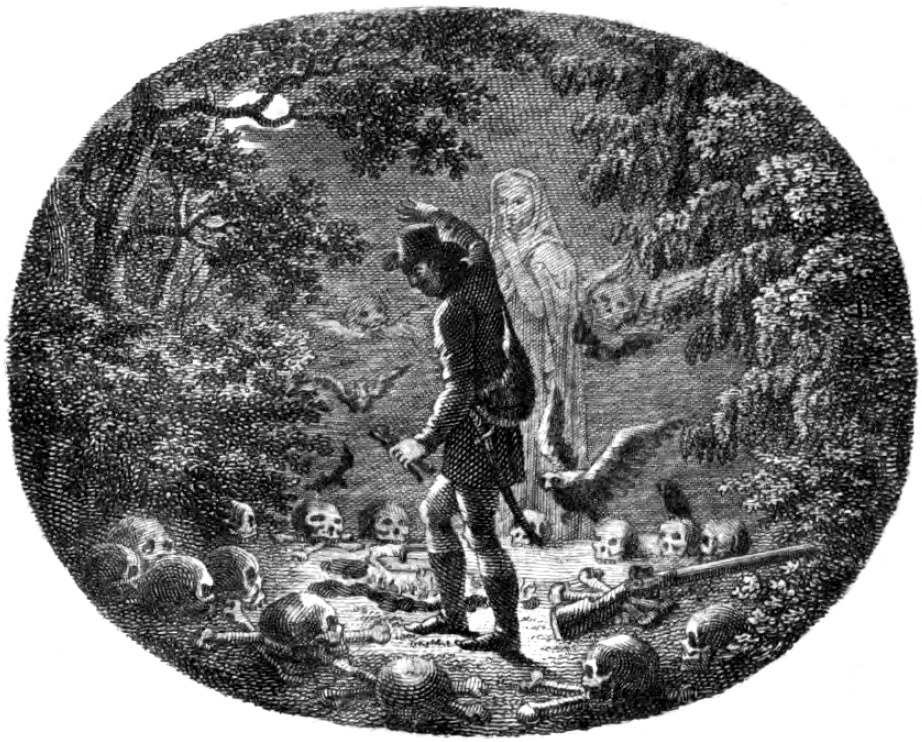
Coperta unui volum din colecția "Gespensterbuch"

Friedrich Laun  este pseudonimul, sub care au scris între anii 1811 - 1815  August Apel și Friedrich August Schulze, autori germani a romanelor de groază din colecția Gespensterbuch. Aparația și dezvoltarea acestui gen de literatură beletristică, a fost influențat de cenaclul literar al poeților din Dresda, unde printre altele se dezbăteau teme din antichitate și de spiritism de care era preocupată societatea nobiliară contemporană. În acest context social au început să scrie scriitorii  Apel și Schulze. În aceste romane acțiunea de natură mistică și fantastică era plasată în Orient. 

## Romanele scrise sub pseudonimul Friedrich Laun
- Vol. 1:
  - Der Freischütz (Apel)
  - Das Ideal (Schulze)
  - Der Geist des Verstorbenen (Schulze)
  - König Pfau (Apel, nach französischer Vorlage)
  - Die Verwandtschaft mit der Geisterwelt (Schulze)
- Vol. 2:
  - Die Todtenbraut (Schulze)
  - Die Bräutigamsvorschau (Apel)
  - Der Todtenkopf (Schulze)
  - Die schwarze Kammer (Apel)
  - Das Todesvorzeichen (Schulze)
  - Der Brautschmuck (Apel)
  - Kleine Sagen und Märchen (Apel)
- Vol. 3:
  - Die Vorbedeutungen (Schulze)
  - Klara Montgomery (Apel)
  - Die Gespensterläugner (Schulze)
  - Das Geisterschloß (Apel)
  - Der Geisterruf (Apel)
  - Der Todtentanz (Apel)
- Vol. 4:
  - Zwei Neujahrsnächte (Apel)
  - Der verhängnisvolle Abend (Schulze)
  - Zauberliebe (Apel)
  - Die Braut im Sarge (Schulze)
  - Das unterirdische Glück (Schulze)
- Vol. 5:
  - Der Heckethaler (Schulze)
  - Der Liebesschwur (Schulze)
  - Die Ruine von Paulinzell (Apel)
  - Die Hausehre (Schulze)
  - Die Schuhe auf den Stangen (Apel)
  - Legende (Schulze)
  - Das silberne Fräulein (Apel)

## Literatură
- Werner Abegg: Carl Maria von Weber: Der Freischütz. Romantische Oper – Finstere Mächte – Bühnenwirkung. Wißner, Augsburg 2005, ISBN 3-89639-368-5.